# William Scoresby

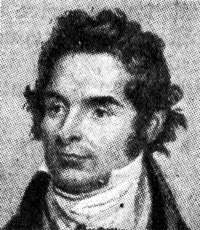
William Scoresby

William Scoresby, född 5 oktober 1789 i Whitby, Yorkshire, död 21 mars 1857 i Torquay, var en engelsk upptäcktsresande.
Scoresby var son till en på sin tid framstående valfångare och gjorde tillsammans med sin far flera fångstfärder i Norra ishavet. Han visade redan tidigt intresse för naturvetenskaplig forskning samt anställde undersökningar, som blev av stor vikt för kännedomen om polartrakterna. 1806 framträngde han tillsammans med fadern ända till 81° 30’ nordlig bredd, såvitt man vet den högsta dittills nådda breddgraden. 1822 var han den förste, som undersökte Grönlands östra kust mellan 69° 30’ och 72° 30’ n. br. med den efter honom uppkallade väldiga fjorden Scoresby sund, och han var den förste, som skapade en karta över denna dittills knappt till sitt läge bekanta kuststräcka. En beskrivning över denna resa utgav han under titeln Journal of a voyage to the northern whale-fishery (1823). Ett annat arbete av honom är det berömda An account of the arctic region (1820). Från 1823 studerade Scoresby teologi i Cambridge, och när han 1834 blivit baccalaureus, trädde han i den engelska kyrkans tjänst och blev kaplan för sjöfolk, men fortsatte även senare sina naturvetenskapliga forskningar, huvudsakligen på jordmagnetismens område.